# Rhinusa canescens
Rhinusa canescens é uma espécie de insetos coleópteros polífagos pertencente à família Curculionidae.
A autoridade científica da espécie é Desbrochers, tendo sido descrita no ano de 1893.
Trata-se de uma espécie presente no território português.